# Grabsche Berge
Koordinaten: 51° 12′ 57″ N, 10° 32′ 6″ O

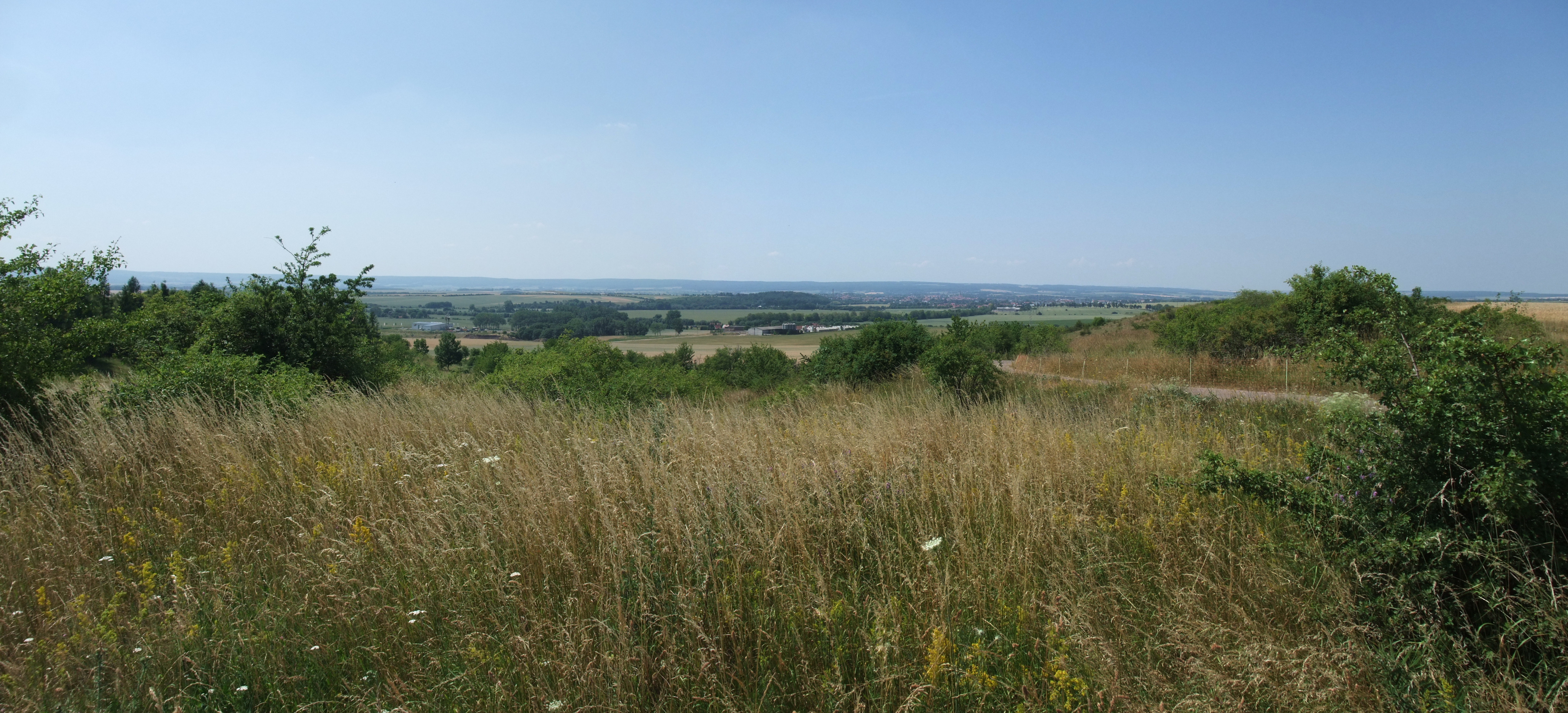
Westlicher Hang des Weinberges mit Blick in Richtung Mühlhausen

Das Naturschutzgebiet Grabsche Berge liegt im Unstrut-Hainich-Kreis in Thüringen.

## Geographie
Es erstreckt sich südwestlich von Grabe und nördlich von Weinbergen, beide Ortsteile der Stadt Mühlhausen/Thüringen. Nördlich des Gebietes verläuft die B 249 und westlich die Landesstraße L 2099. Am westlichen Rand des Gebietes fließt die Notter, ein linksseitiger Zufluss der südwestlich fließenden Unstrut. Das Naturschutzgebiet ist Teil einer kleinen Hügelkette im nordwestlichen Thüringer Becken westlich der Heilinger Höhen. Es reicht vom westlichen Teil des Weinberges (248,2 m) über den Kirchberg (ca. 245 m) bis zum Kalkkopf (234,0 m), die zum Tal der Notter (ca. 190 m) im Westen und Südwesten eine Schichtstufe bilden, die steilsten Abschnitte befinden sich am Kalkkopf.
Das Gebiet gehört zum Natura 2000-Schutzgebiet Nr. 201 „Keuperhügel und Unstrutniederung bei Mühlhausen“. Den geologischen Untergrund bildet Mittlerer Keuper mit Gipseinlagerungen, auf den Plateaus stehen teilweise eiszeitliche Terrassenschotter an. Der Flugplatz Mühlhausen liegt unweit südöstlich auf dem Plateau, am höchsten Punkt des Gebietes steht ein Funkturm.

## Bedeutung
Das 54,4 ha große Gebiet mit der NSG-Nr. 381 wurde im Jahr 1996 unter Naturschutz gestellt.